# 桂川駅 (京都府)

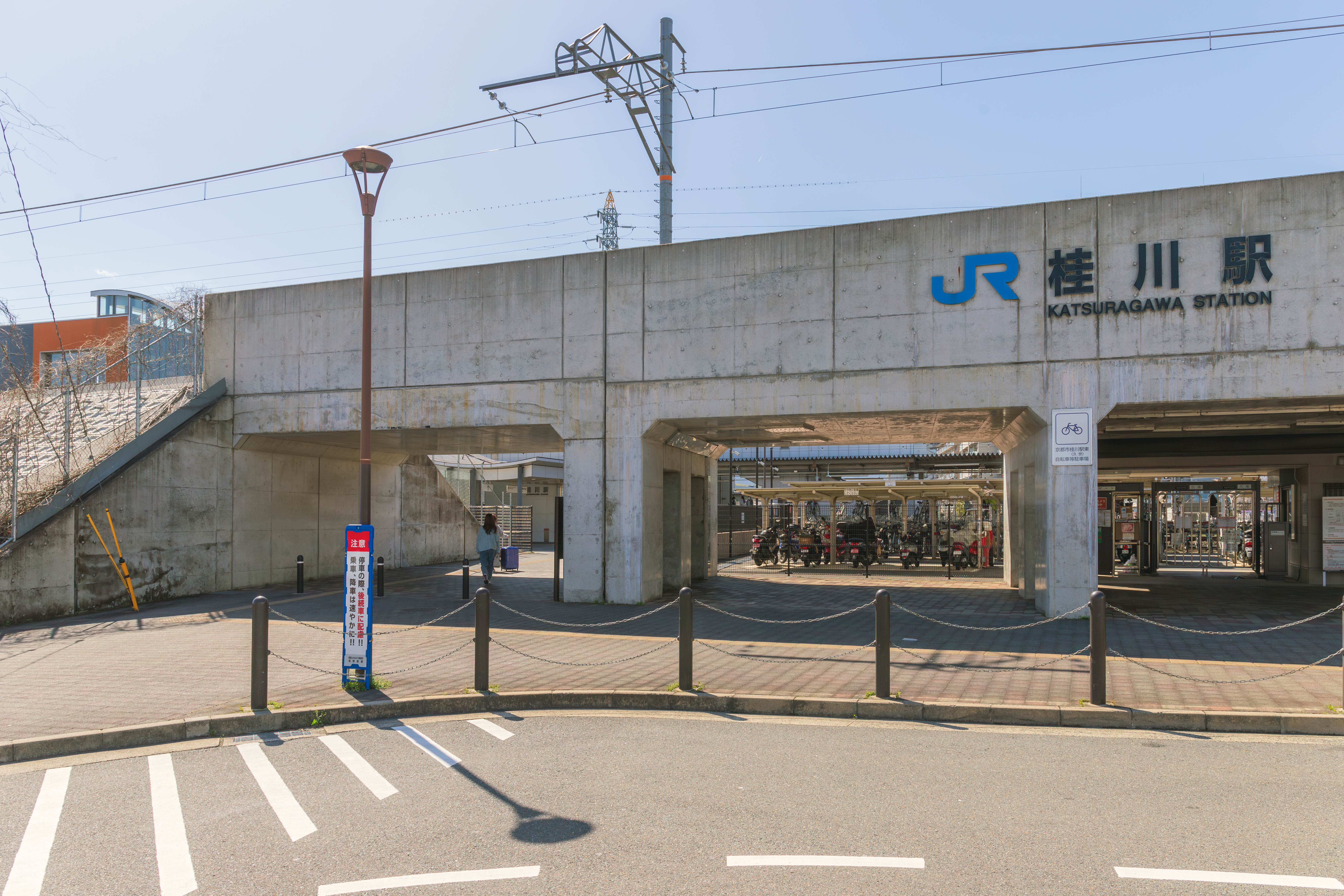
東口（2024年3月）
駅舎は高架橋の奥にある

桂川駅（かつらがわえき）は、京都府京都市南区久世高田町にある、西日本旅客鉄道（JR西日本）東海道本線の駅である。駅番号はJR-A33。「JR京都線」の愛称区間に含まれている。
筑豊本線および篠栗線の桂川駅（）と区別するため、当駅発着の切符には特定都区市内制度適用となるものを除き「（東）桂川」と印字される。

## 概要
2008年10月18日に開業した。当駅は西京区との境界付近にあるが、西京区内にはJR京都線が通っているものの駅が設置されていないため、西京区民の利用もある。JRの特定都区市内制度における「京都市内」の駅であり、「京都市内」の東海道本線（JR京都線）としては最西端に位置している。当駅開業により、「京都市内」着の乗車券で向日町方面に乗り越したときの精算運賃が安くなったケースもある。
開業前の仮駅名はJR桂駅であったが、近傍を流れており、広い範囲の地域に親しまれている一級河川「桂川」にちなんで、桂川と命名された。また、副駅名として、駅所在地の「久世（）」が命名されている。
なお阪急京都本線の桂駅とは離れており、洛西口駅のほうが近い。連絡運輸の設定はないが、振替輸送実施時は徒歩連絡案内が行われる。

## 歴史
駅設置計画当初は2005年度冬の開業を目指していたが、当駅周辺の都市再開発事業の遅れの影響や、当駅の地下をくぐり抜ける都市計画道路久世北茶屋線（京都府道201号中山稲荷線の一部）の拡張工事を受け、開業は延期となり、その後も延期が繰り返されていた。

### 年表
- 2006年（平成18年）6月17日：久世北茶屋線の函体構築が完成したことを受け、駅舎の建設工事が始まる。仮駅名は「JR桂駅」であった。
- 2008年（平成20年）
  - 6月23日：JR西日本が正式駅名を「桂川駅」に、開業日を10月18日に決定。
  - 10月18日：東海道本線（JR京都線）の西大路駅 - 向日町駅間に新設開業。
- 2010年（平成22年）3月：駅西側の再開発地域「京都桂川つむぎの街」の土地区画整理事業が完了。
- 2014年（平成26年）10月17日：イオンモール京都桂川が駅西側に開業（プレオープンは10月10日）。駅コンコースと新たに建設したペデストリアンデッキで直結。
- 2015年（平成27年）3月12日：入線警告音の見直しに伴い、接近メロディ導入[5][出典無効]。
- 2018年（平成30年）3月17日：駅ナンバーが導入され、使用を開始。

## 駅構造
内側・緩行線のみ停車できる、12両編成に対応する島式ホーム1面2線を持つ地上駅で、橋上駅舎を有する。あわせて京都市により東西自由通路とエレベーター・エスカレーター・多目的トイレが整備された。総工費は約19億円。当初から外側線を走る列車が停車しないことを前提にしており、内側線のみにホームが設置された。
駅舎は、屋根を滑らかな斜めにすることで地域の発展を表現し、カーブを描いたガラス張りの壁面のある階段で桂川の流れを表現したデザインとなっている。
バスターミナルなどのある西口が事実上の表口である。駅舎のすぐ脇に開業前から存在した高圧鉄塔が建っている。一方、東口には特急はるかや吹田総合車両所京都支所へ出入庫する回送列車などが通る貨物線の築堤が存在するが、駅の建設にあたり一部が盛土から高架橋に改築され通路が整備された。駅舎は貨物線高架橋の奥にあるため、高架橋に駅名が掲出されている。
直営駅であるが駅長は配置されておらず、高槻駅が当駅を管理している。ICOCAとその相互利用対象カードが利用可能である。

### のりば
| のりば | 路線     | 方向 | 行先                           |
| ------ | -------- | ---- | ------------------------------ |
| 1      | JR京都線 | 下り | 高槻・新大阪・大阪・三ノ宮方面 |
| 2      | JR京都線 | 上り | 京都・草津方面                 |

- 上記の路線名は旅客案内上の名称（愛称）で表記している。

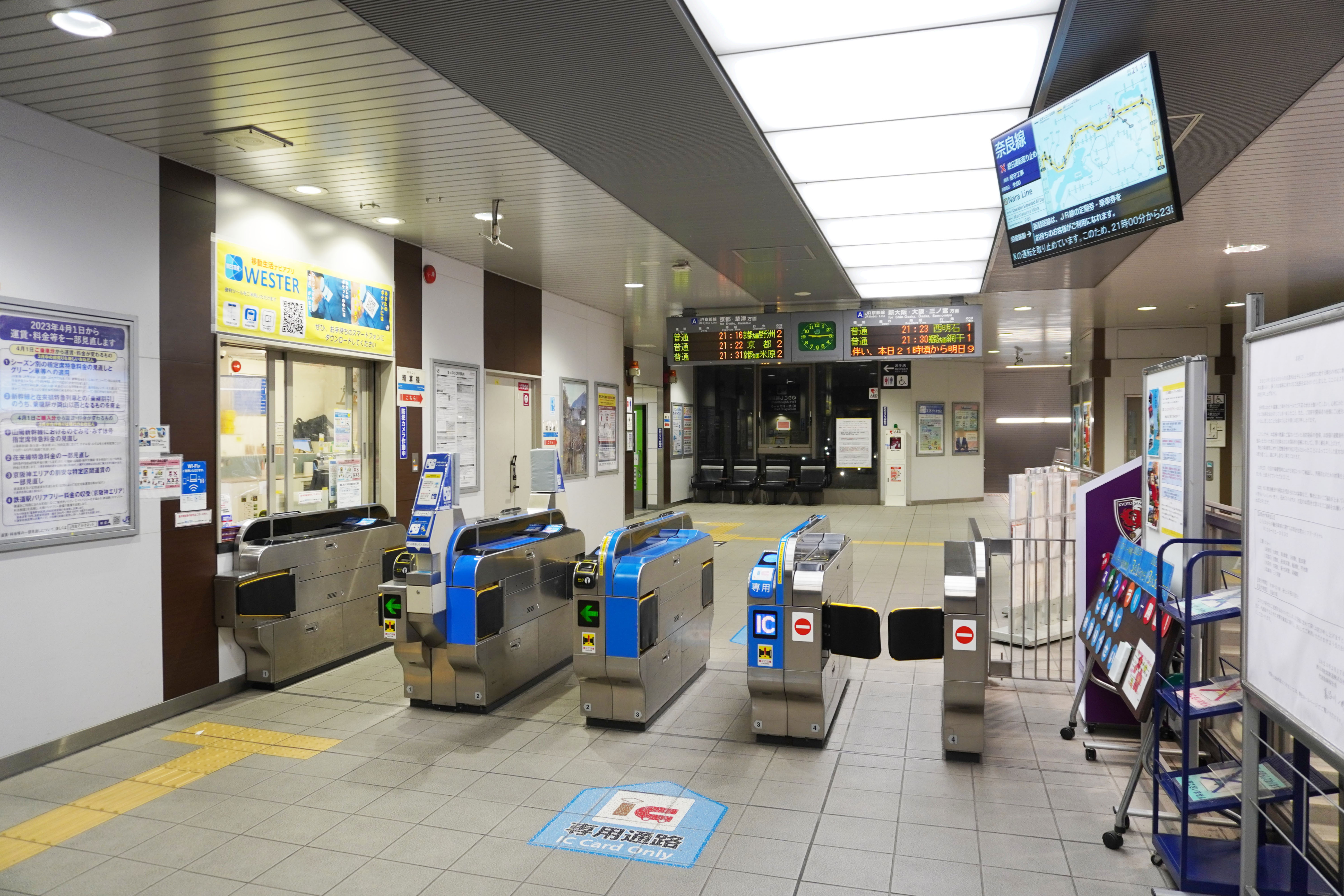
改札口（2023年2月）
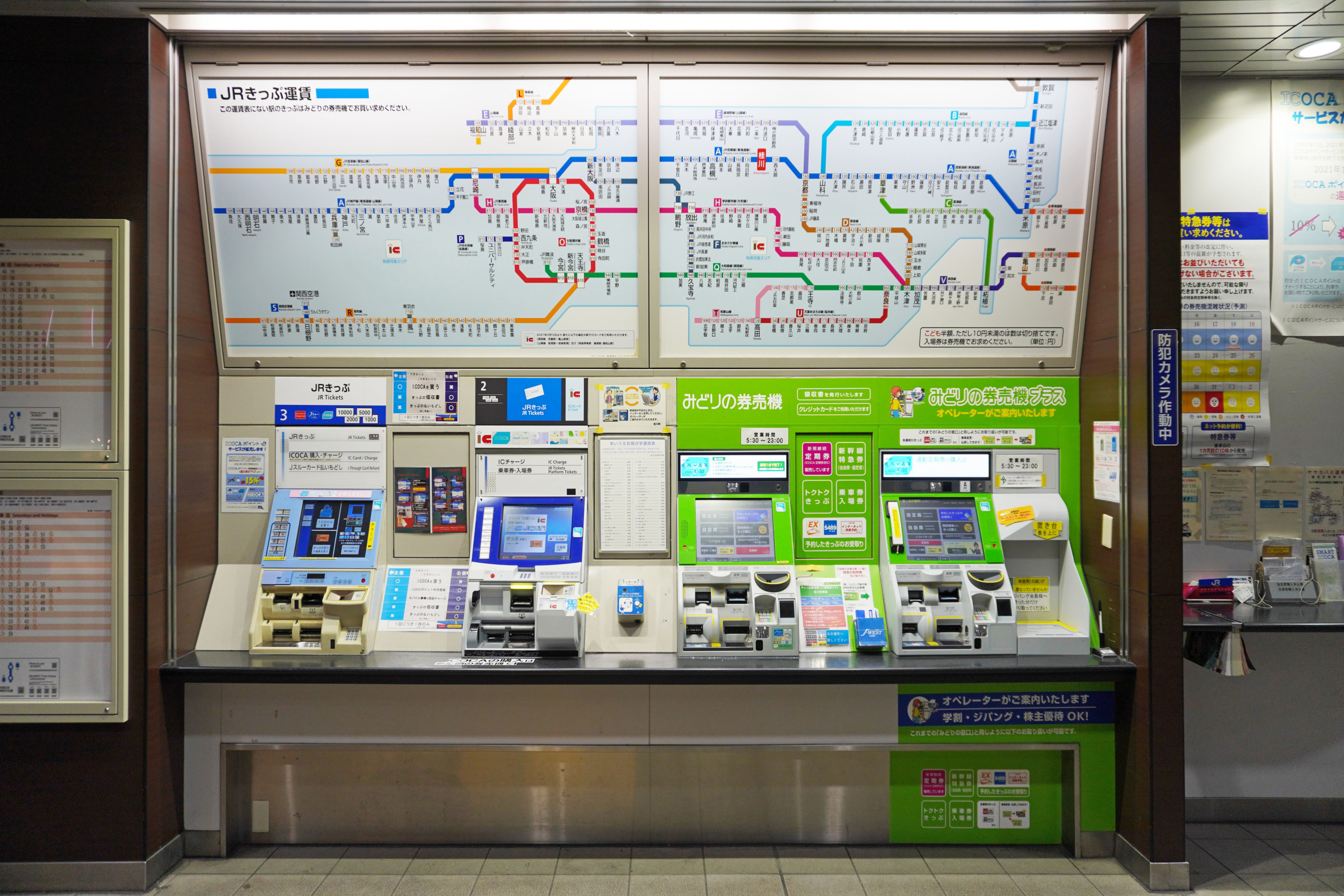
切符売り場（2023年2月）
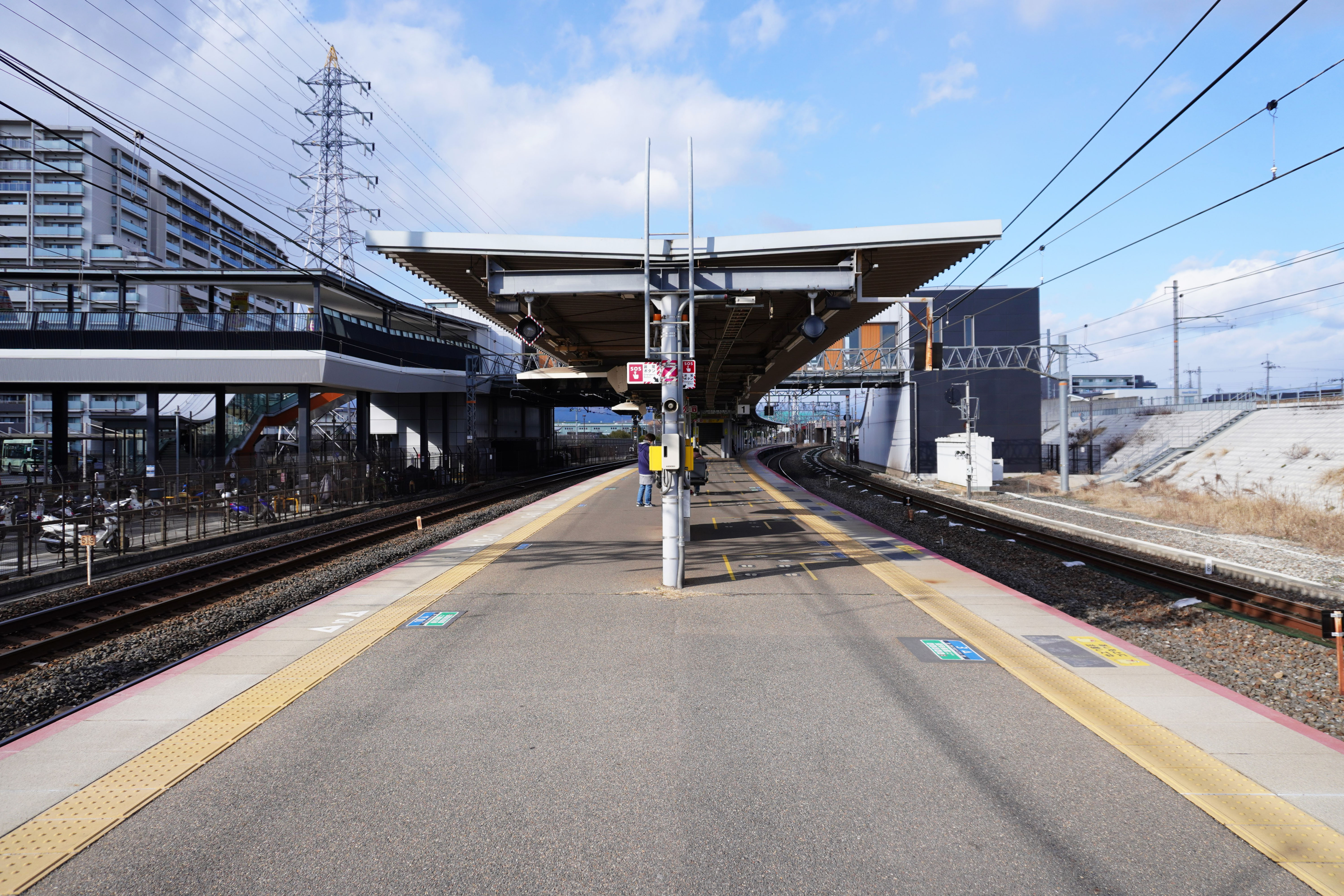
ホーム（2023年2月）

## ダイヤ
日中時間帯は普通列車（大阪方面行きは高槻駅から快速）が1時間に4本停車する。朝夕は本数が多くなる。なお、朝ラッシュ時（平日は8時以前、土休日は7時以前）は7両の普通電車のみが停車する。

## 利用状況
2023年度の1日当たりの利用者数は30,380人。2022年度の乗車人員は14,271人であった。なお、開業前は1日の予想乗車人員は4,200人を見込んでいた。
京都府統計書によると、1日の平均乗車人員は以下の通りである。
| 年度   | 一日平均 乗車人員 |
| ------ | ----------------- |
| 2008年 | 4,170             |
| 2009年 | 5,548             |
| 2010年 | 6,507             |
| 2011年 | 7,331             |
| 2012年 | 7,811             |
| 2013年 | 8,427             |
| 2014年 | 11,208            |
| 2015年 | 13,158            |
| 2016年 | 14,134            |
| 2017年 | 14,926            |
| 2018年 | 15,375            |
| 2019年 | 15,918            |
| 2020年 | 12,331            |
| 2021年 | 13,082            |
| 2022年 | 14,271            |

## 駅周辺

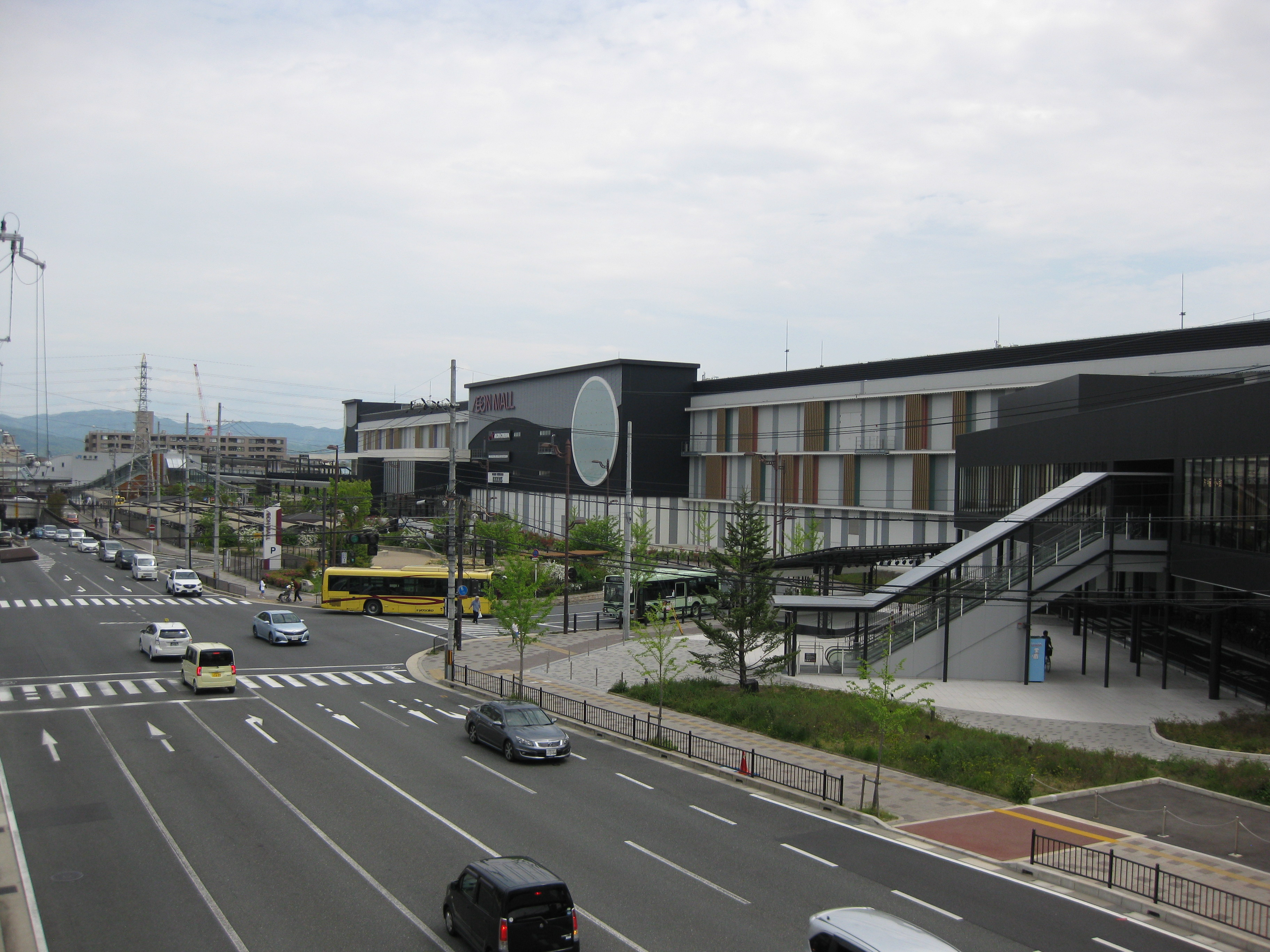
イオンモール京都桂川（写真右）と桂川駅（写真左奥）

南西にあるキリンビールの京都（桂）工場跡地において、都市再開発事業が進められた。2005年5月より工場施設の取り壊しが行われ、一度更地にされた後2008年より区画整理工事が行われている。中核施設となるイオンモール京都桂川は2014年10月17日にオープンした。イオンモール京都桂川オープンに伴い、バス路線の拡充が行われた。
- 京都市営バスは同年10月10日より、当駅と洛西バスターミナルを結ぶ「特西4号」系統を新設、JR二条駅と阪急桂駅とを結ぶ「69号」系統の経路を変更し当駅に乗り入れさせる対応をとっている。
- ヤサカバスは、当駅と洛西ニュータウン内を循環して結ぶ「7号」「8号」系統を新設。
- 京阪京都交通は、土休日のみ運転の「15号」系統を新設。京都縦貫自動車道を経由して亀岡駅までの路線の試験運行を開始したが、試験運行期間のみで終了した。
- 阪急バスは、洛西口駅を経て洛西バスターミナルや阪急東向日方面などへ路線を開設したが、2020年12月31日までに全系統が廃止された[10]。

駅前には、駅前広場と、東西それぞれに駐輪場が整備されている。
- 陸上自衛隊桂駐屯地
- オムロンヘルスケア本社研究所
- 京都銀行金融大学校桂川キャンパス
- 洛南高等学校附属小学校
- 綾戸国中神社
- 阪急京都線洛西口駅まで約600メートル

## バス路線
「JR桂川駅前」停留所にて、以下の路線バスが発着する。
- 京都市営バス
  - 42号系統：京都駅前 / 洛西口駅前
  - 69号系統：二条駅西口 / 桂駅東口
  - 70号系統：太秦天神川駅前 / 小畑川公園北口
  - 西4号系統・特西4号系統：洛西バスターミナル
  - 南1号系統：竹田駅西口 / 桂駅東口
  - 特南1号系統：久世工業団地前 / 桂駅東口

- 京阪京都交通
  - 11A系統・直行11A系統・12A系統：京都成章高校前
  - 15号系統：京都駅前
  - 17系統・17B系統：長峰
  - 18系統：西京車庫
  - 29系統：桂坂中央
  - 62系統：京都学園大学
  - 77系統：明治国際医療大学

- ヤサカバス
  - 1号系統・6号系統：桂坂中央
  - 2号系統・3号系統・7号系統・8号系統：洛西地区循環
  - 臨時：京都明徳高校前
  - 1A号系統：JR向日町

## 隣の駅
西日本旅客鉄道（JR西日本）
 JR京都線（東海道本線）
■新快速・■快速（京都駅 - 西明石駅で快速。朝のみ運転）
通過
■普通（高槻駅 - 西明石駅間で快速となる列車を含む）
西大路駅 (JR-A32) - 桂川駅 (JR-A33) - 向日町駅 (JR-A34)